# Parc Fuxing

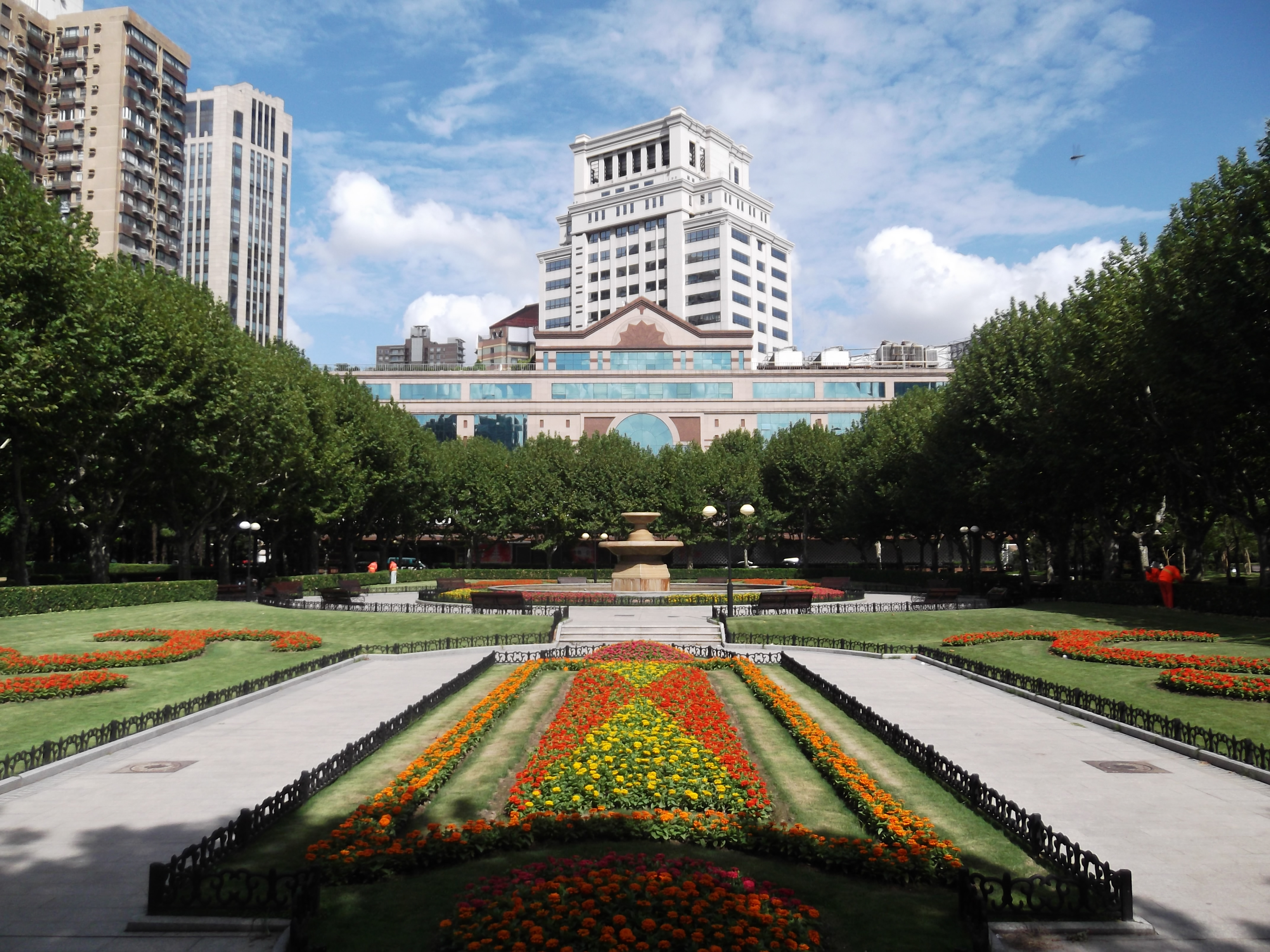
Jardin à la française au parc Fuxing

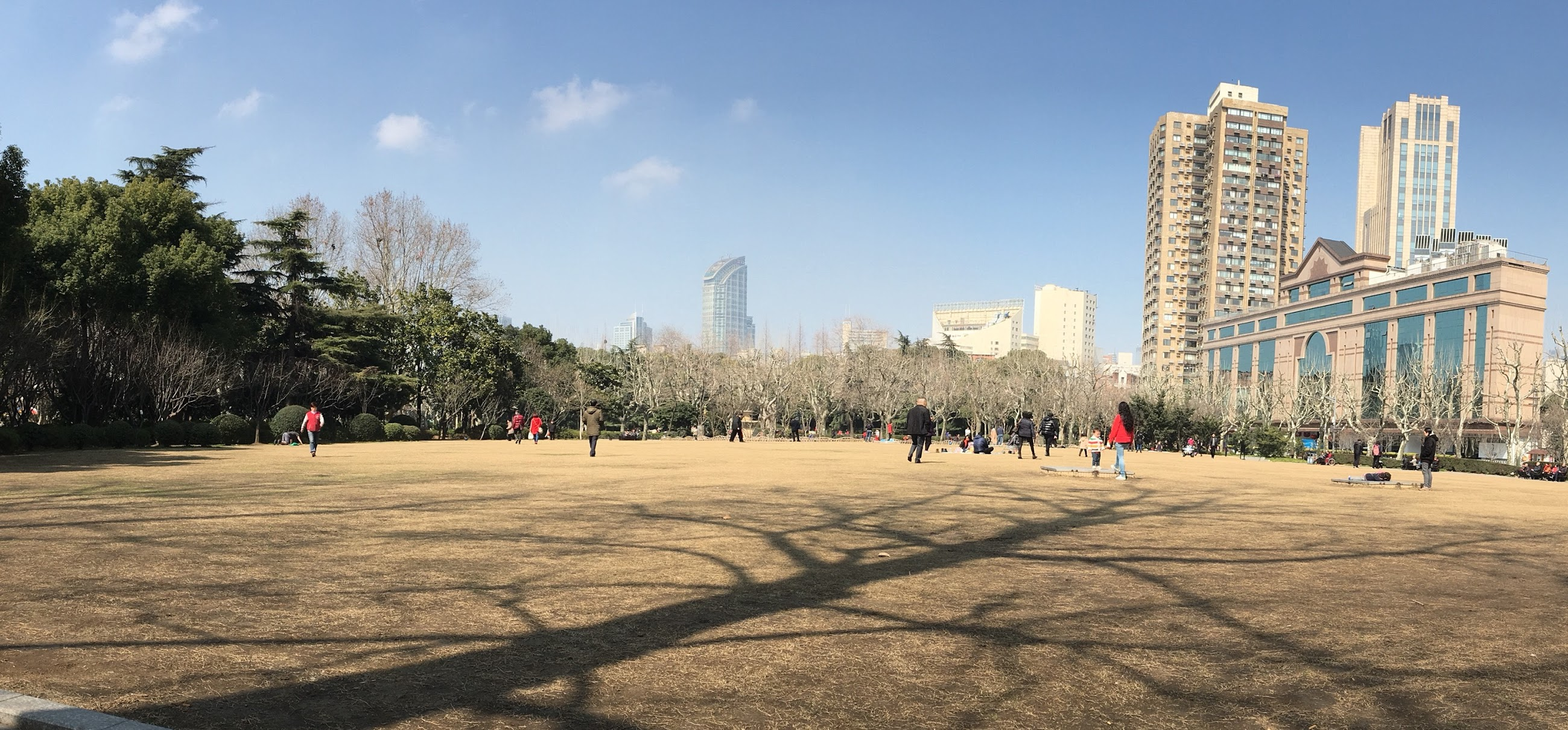
Vue sur le parc

Le Parc Fuxing (chinois simplifié : 复兴公园 ; chinois traditionnel : 復興公園 ; pinyin : Fùxīng gōngyuán) est un parc situé dans l'ancienne concession française de Shanghai en Chine, dans le quartier de Luwan, près de Nanchang Road. 
L'entrée principale du parc se trouve à la croisée de la rue de Fuxingzhong Road et de Chongqingnan Road. C'était auparavant le plus grand parc de Shanghai. Le parc a été aménagé par les français en 1909,.
D'une surface d'environ 10 hectares, le parc a été aménagé en suivant un style français, avec un lac, des fontaines, des pavillons, et des parterres de fleurs. Tôt le matin, le parc se remplit avec des danseurs, de joueurs de cartes, d'amateurs de mah-jong, et d'individus ou de groupes faisant du tai-chi-chuan. Selon le journaliste du magazine Time, Hannah Hêtre, c'est l'un des sites incontournables de Shanghai.
Le parc était à l'origine nommé le Parc Gu's, puis pendant l'occupation française, il est devenu un campement militaire. Après le départ des français, les Japonais l'ont renommé en Daxing Parc. Enfin, dans le milieu du XXe siècle, les Chinois ont repris le contrôle du parc et l'on surnommé Fuxing Park,,.